# Levity 1d6
Levity è un gioco di ruolo universale scritto da Roberto Grassi per la creazione e la gestione di ambientazioni o moduli pronti.
Le sue caratteristiche principali vogliono essere soprattutto la semplicità d'uso e la maggiore attenzione da porre sulla gestione delle dinamiche di gruppo (anche se può essere utilizzato per partite in solitario). Questi due aspetti fanno di Levity un sistema orientato all'introduzione al gioco di ruolo per ragazzi ed adolescenti o per neofiti del genere.
Levity è rivolto ai giocatori di ruolo principianti e a quelli esperti che vogliono cercare nuovi stimoli nel giocare di ruolo, ma anche ai maestri di scuola, agli animatori, agli educatori dell'infanzia, ai genitori e a chiunque voglia gestire un gruppo di giocatori raccontando una storia interattiva. Un grande sforzo è stato riposto nella semplicità delle regole da conoscere, in modo da consentire un rapido apprendimento, soprattutto da parte di chi dovrà gestire il gioco.
Dalla terza edizione il gioco è edito da Rose & Poison.
Gesta Dannatamente Rozze è la prima ambientazione uscita per Levity. Si tratta di un gioco di ruolo fantasy umoristico, sulla falsariga de L'armata Brancaleone .